# Барретт, Джим (младший)
Джеймс Гай «Джим» Барретт (5 ноября 1930, Лондон — 21 октября 2014, Лондон) — английский футболист, который в основном играл за «Вест Хэм Юнайтед» и «Ноттингем Форест». Его отец, Джеймс Уильям Барретт, также играл за «Вест Хэм» с 1924 по 1939 год.
Барретт-младший родился в Вест Хэме, Лондон, и начал играть в футбол в молодёжном составе «Вест Хэма». В подростковом возрасте он играл вместе с отцом за резервную команду в послевоенные годы. Он подписал контракт с основной командой в феврале 1949 года и сыграл 85 матчей в лиге и два в Кубке Англии, забив при этом 25 голов.
В декабре 1954 года он был продан в «Ноттингем Форест», в сезоне 1956/57 он стал лучшим бомбардиром клуба. Он также играл за «Бирмингем Сити», проведя десять игр и забив четыре гола, затем он закончил карьеру в возрасте 29 лет.
Позже он вернулся в «Вест Хэм», став играющим тренером фарм-клуба, он принял участие в воспитании таких игроков, как Гарри Реднапп, Джон Чарльз и Пол Хеффер. В 1968 году он перешёл в «Миллуолл», где работал под начальством экс-молотобойца Бена Фентона.
Барретт умер в 2014 году в возрасте 83 лет.